# RIV (azienda)
La RIV (acronimo di Roberto Incerti & C. - Villar Perosa) è stata un'azienda metalmeccanica italiana fondata nel 1906 a Villar Perosa da Roberto Incerti, costruttore di biciclette, e da Giovanni Agnelli. L'azienda, fin dall'inizio, si è specializzata nella produzione di cuscinetti a sfera.
Nata come parte della FIAT, nel 1919 diventa una società anonima indipendente, anche se Giovanni Agnelli conserva una parte delle partecipazioni.
Fra il 1882 e il 1968 lo stabilimento di Villar Perosa era collegato alla stazione tranviaria della linea Pinerolo-Perosa Argentina, la cui proprietà era da ricondursi allo stesso Giovanni Agnelli, che consentiva l'inoltro delle merci alla stazione ferroviaria di Pinerolo.
Tra il 1965 e il 1979 la RIV è stata incorporata nella svedese SKF, azienda metallurgica produttrice di cuscinetti a sfera e prodotti similari.

## Storia

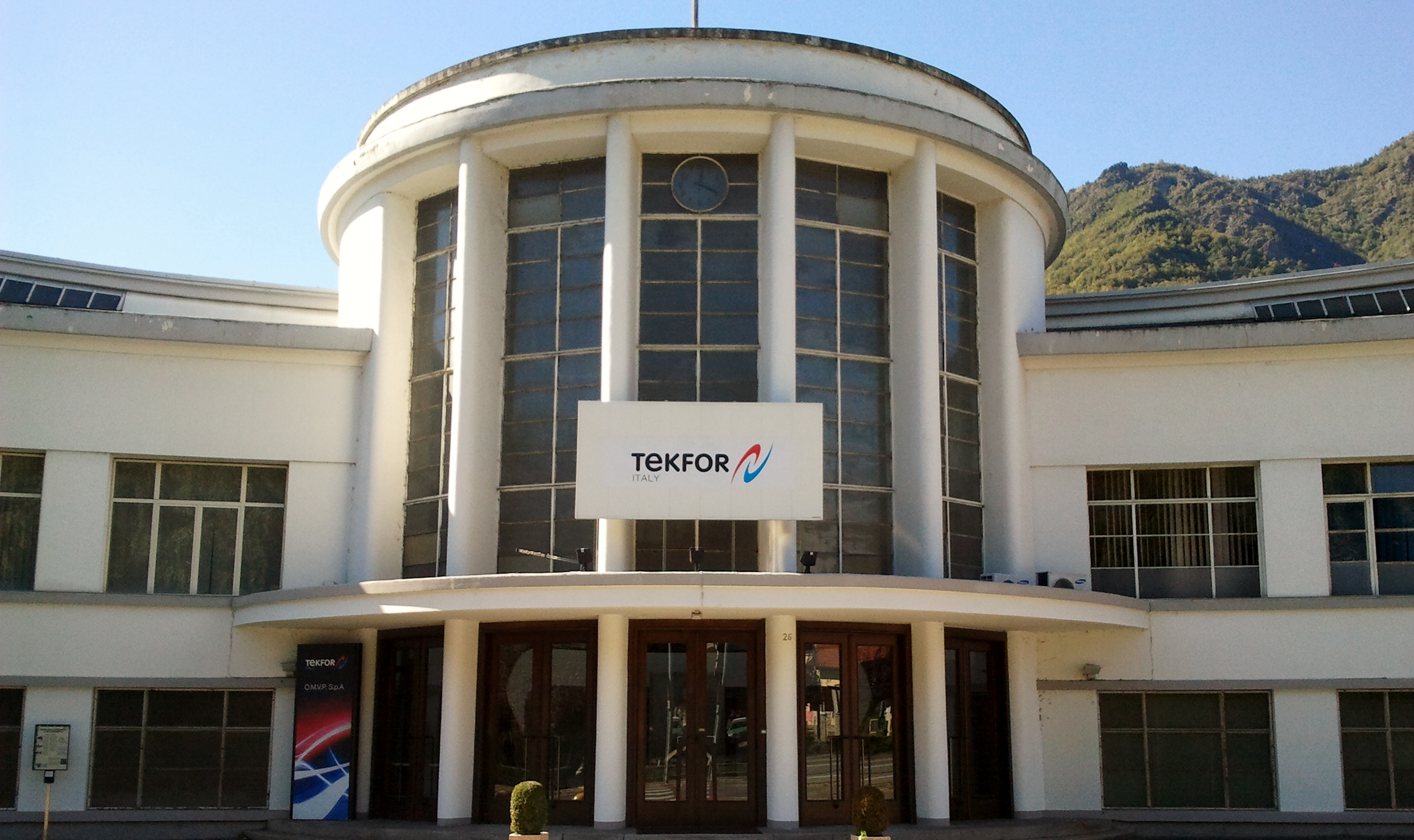
Lo stabilimento di Villar Perosa

Le origini del colosso dei cuscinetti a sfera è quanto mai misteriosa: quel che è sicuro è che la RIV nasce dall'iniziativa di Roberto Incerti, meccanico emiliano residente a Torino, che nel 1904 aveva cominciato a produrre cuscinetti a sfera in un piccolo laboratorio in via Marochetti. L'iniziativa di Incerti non tarda ad attirare l'attenzione di Giovanni Agnelli senior, che comprende il potenziale economico dei cuscinetti a sfera, che la stessa Fiat sino ad allora era costretta ad importare. All'inizio del 1906 Incerti presenta un brevetto, il primo di questo tipo in Italia, concernente nuove tecniche per la realizzazione di cuscinetti a sfera: la produzione può essere avviata su larga scala e Agnelli decide di realizzare uno stabilimento destinato alla fabbricazione di cuscinetti che superi l'esperienza della piccola officina di via Marochetti: nasce lo stabilimento RIV di Villar Perosa (non a caso RIV sta per Roberto Incerti Villar Perosa). Ma alla fine del 1908, a sorpresa, Incerti si ritira dalla società, cedendo la propria quota ad Agnelli, che diventa così di fatto l'unico proprietario.
La produzione aumenta vertiginosamente e già dopo tre anni dall'entrata in funzione dello stabilimento in Val Chisone il numero dei dipendenti giunge a superare quota trecento; ma è con il sopraggiungere della prima guerra mondiale che la RIV compie il decisivo salto di qualità, diventando un'azienda di rilievo nazionale: la produzione viene riconvertita a fini bellici (vengono fabbricate mitragliatrici e munizioni) e il numero dei dipendenti arriva a sfiorare le duemila unità. 
Attorno agli anni Venti la costante espansione della produzione rende necessaria la costruzione di un nuovo stabilimento, quello di Via Nizza 150 a Torino.

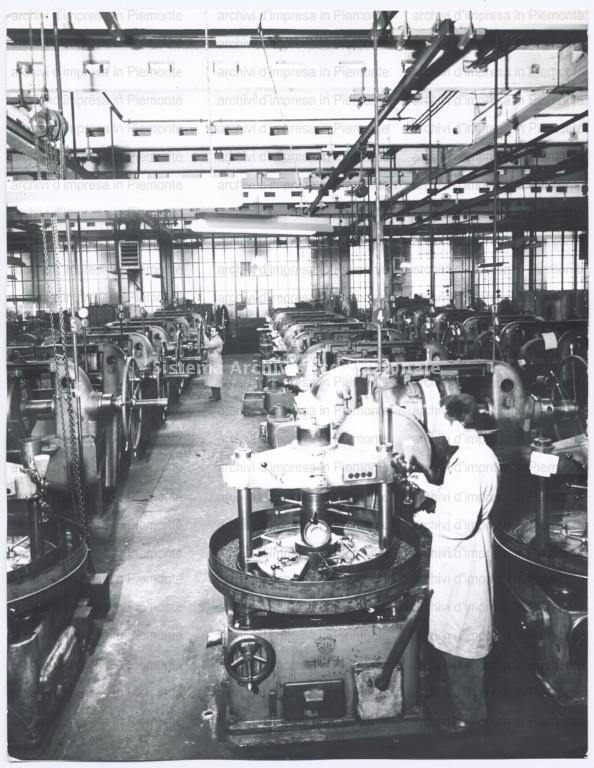
Operai al lavoro nel reparto stampaggio sfere e rulli dello stabilimento Riv di Villar Perosa, Torino 1939 – 1949. La ditta, specializzata nella produzione di cuscinetti a sfera, fu fondata dal meccanico emiliano Roberto Incerti nel 1904 e rilevata da Giovanni Agnelli nel 1908. Al rilievo nazionale ottenuto con la riconversione a fini bellici durante le due guerre, segue nel 1965 la fusione con il colosso Svenski Kullager Fabriken per aumentare la competitività sul mercato internazionale.

La sempre maggiore specializzazione nella meccanica di precisione fa della RIV un punto di riferimento per l'industria bellica, ragion per cui, una volta scoppiato il secondo conflitto mondiale, diventa inevitabilmente un "obiettivo sensibile" per gli alleati anglo-americani. In particolare lo stabilimento di Torino, che inoltre è stato una delle avanguardie delle lotte operaie durante gli scioperi del marzo 1943, subirà numerosi bombardamenti, il più grave dei quali si verificherà nel novembre del 1943, causando la morte di oltre settanta lavoratori.
Il dopoguerra è caratterizzato da una veloce ricostruzione degli impianti danneggiati e da una altrettanto rapida ripresa produttiva. Nei primi anni Cinquanta verrà costruito a Torino un grande centro direzionale in via Mazzini 53. Negli stessi anni la RIV, così come tutti i grandi insediamenti industriali del Nord, è attraversata da un aspro scontro tra capitale e lavoro. Questa realtà riguarderà in maniera particolare lo stabilimento di Torino.
Nel corso degli anni Sessanta problemi di competitività dei prodotti RIV rispetto ai concorrenti internazionali porteranno l'azienda piemontese alla fusione - nel 1965 - con la svedese SKF, a seguito della quale il sito produttivo torinese verrà dismesso nel 1971. Nel 1979 la SKF acquisisce il totale controllo della RIV, modificando la denominazione in SKF Industrie.

## Archivio
La documentazione prodotta dalla Riv è conservata presso il Museo della meccanica e del cuscinetto di Villar Perosa (Torino), nel fondo omonimo (estremi cronologici: 1906 - 2010).